# RahXephon
RahXephon (яп. ラーゼフォン ра:дзэфон) — аниме-сериал студии BONES, выпущенный в 2002 году. RahXephon стал фактически первой самостоятельной работой студии. Критики отмечали определённое сходство сериала с более ранней работой студии Gainax — «Евангелионом». 
В 2003 году вышел полнометражный фильм RahXephon: Pluralitas Concentio, пересказывающий сюжет сериала. В 2001 году аниме-сериал был адаптирован в виде манги, проиллюстрированной Такэаки Момосэ. В 2002 году на CD-диске вышла радиопостановка «по мотивам». В 2003 году была выпущена видеоигра «РаЗефон» для Sony Playstation 2. В качестве бонуса на диске с игрой находилась специальная OVA-серия аниме — Her and Herself (彼女と彼女自身と) / Thatness and Thereness. По Вселенной «РаЗефона» было выпущено множество книг: цикл романов Хироси Оноги, два артбука и ещё несколько независимых новеллизаций.

## Сюжет
Идёт 2015 год. Семнадцатилетний Камина Аято заканчивает школу в Токио. Из родителей у него — только вечно занятая мать. Два года назад в результате нападения неизвестных захватчиков всё человечество погибло, осталась невредимой только относительно небольшая территория с центром в Токио, выехать за пределы которой невозможно. Ученикам говорят в школе, что всё население планеты составляет теперь не более 23 миллионов человек.
Однажды утром по дороге в школу Аято становится свидетелем начала войны — силы самообороны отражают нападение неизвестного врага, применяя, помимо обычной боевой техники, невиданное оружие, имеющее вид гигантских существ или роботов гуманоидного типа — долемов.
Про школу можно уже забыть — гораздо важнее просто выжить и помочь друзьям. Через некоторое время Аято встречает молодую женщину — Харуку Сито. Вместе они покидают Токио, используя РаЗефона — гиганта того же типа, что использовались для отражения нападения. Выясняется, что Аято, похоже, единственный, кто может управлять РаЗефоном, до этого предназначавшимся его матери.
Оказавшись за пределами Токио, Аято узнаёт правду: Земля не разорена, и человечество продолжает существовать, но некоторое время назад раса существ Мю (IPA: [muː] катакана: ムウ, «мюлиане»), пришедших из параллельного мира, напала на людей. Результатом нападения стало то, что Токио с окрестностями был накрыт непроницаемым энергетическим куполом радиусом около 30 миль. Извне купол очень похож на поверхность Юпитера, из-за чего захваченная область получила наименование «Токио Юпитер». Люди, оставшиеся под куполом, полностью изолированы от внешнего мира. Более того, время там течёт в 6 раз медленнее, чем во внешнем мире. Мюлиане внешне не отличаются от людей (более того, они генетически совместимы с людьми и могут иметь общих детей), но их кровь имеет ярко-синий цвет. Люди в Токио постепенно мутируют, превращаясь в мюлиан, о чём в большинстве своём не подозревают. После превращения в мюлиана человек теряет значительную часть памяти, его личность полностью изменяется. Забываются былые привязанности, друзья, любимые, кровные родственники.
На Земле идёт уже 2027 год, правительственная организация «Терра» («TERRA» — акроним для «Tereno Empireo Rapidmova Reakcii Armeo», что в переводе с эсперанто значит «Армия быстрого реагирования Земной Империи»), офицером которой является Харука Сито, пытается противостоять агрессии. В силу каких-то причин, которые никто ему не хочет объяснять, Аято — единственный, кому теперь подчиняется Разефон. Боевая операция, свидетелем которой он стал, была затеяна с одной-единственной целью — похитить Аято. От него требуют, чтобы он стал боевым пилотом Разефона и участвовал в борьбе «Терры» с захватчиками. Ему приходится сделать нелёгкий выбор, ведь на стороне противника — его знакомые, друзья, его мать. А на стороне «Терры» оказываются люди, которых он успел полюбить и за которых чувствует ответственность.
Как выясняется впоследствии, Разефон — не только и не столько боевое оружие. Он был сотворён в мире Мю в качестве инструмента для «настройки мира» — объединившись с пилотом, имеющим особые качества и способности для управления, он становится неким сверх-инструментом мюлиан; его пение, управляемое пилотом («исполнителем»), способно не только разрушать, но и изменять мир, приводить его к порядку и гармонии. И люди из «Терры», и Мю пытаются использовать Разефон для того, чтобы преобразовать мир в соответствии с собственными представлениями.
Сериал и полнометражный фильм описывают одну и ту же историю, в фильме лишь несколько иначе расставлены акценты и опущены многие события и персонажи, но появилась предыстория. Концовки в фильме и сериале значительно расходятся.

## Персонажи
Аято Камина (яп. 神名綾人 Камина Аято) — Семнадцатилетний парень, школьник, увлекается живописью и хочет стать художником. Отца не помнит, мать постоянно на работе. До определённого момента представления не имел о своём необычном предназначении, полагая себя обыкновенным человеком. : Умён, силён духом и целеустремлён, не боится брать на себя ответственность и действовать в соответствии с принятым решением. Даже из тяжелейших срывов, вызванных сильными травмирующими переживаниями (понял, что его мать — не человек, узнал о собственной нечеловеческой природе, в силу обстоятельств убил любившую его девушку и не только это) выбирается сам и продолжает жить. Соглашается участвовать в боях по единственной причине — потому что это необходимо, чтобы защитить тех, кого он любит. При всём этом — отнюдь не супермен: колеблется, ошибается и впадает в юношеский максимализм.
Сэйю: Хиро Симоно
Харука Сито (яп. 紫東遥 Сито: Харука) — 29 лет, офицер организации «TERRA».Воинское звание — капитан. Родилась в один год с Аято, жила в Токио, ходила с Аято в школу, любила его. В момент изоляции Токио оказалась за его пределами — ездила с родителями к родственникам — благодаря чему не попала в захваченную область. Посвятила всю свою жизнь тому, чтобы снова встретиться с любимым, для чего и вступила в «Терру». Из-за разницы во времени на момент, показанный в аниме, Харука успела стать взрослой женщиной, в отличие от Аято. По характеру Харука очень сильный и уверенный в себе человек. Никогда не колеблется рискнуть жизнью, особенно если это поможет Аято. Она очень веселая и легко может сходиться с другими людьми.
Сэйю: Ая Хисакава
Куон Кисараги (яп. 如月久遠 Кисараги Куон) — Девушка с таинственным прошлым, находящаяся под постоянным наблюдением и контролем. Считается сестрой Кисараги Ицуки, хотя фактически ею не является. Многое знает и многое предчувствует. К Аято с самого начала обращается «Орин» (то есть «исполнитель»), воспринимает его как близкого. Позже оказывается, что Куон — ещё один исполнитель Разефона, чистокровная Мю. Она же — биологическая мать Аято и Ицуки, первый мюлианин, попавший в руки Фонда, где её заставили родить двух детей, Исполнителей Разефона — Аято и Ицуки. Была избрана Фондом как исполнитель второго Разефона.
Сэйю: Хоко Кувасима
Рэйка Мисима (яп. 美嶋玲香 Мисима Рэйка) — Загадочная девушка, которая периодически появляется рядом с Аято. Он знает Мисиму как свою одноклассницу, которую в день нападения «Терры» на Токио встретил в развалинах и вместе с которой нашёл Разефон. В то же время она — явно что-то гораздо большее. Мисима появляется словно ниоткуда и помогает Аято в боях. Она гибнет, но потом снова появляется целой и невредимой. На самом деле она — Иситори, душа Разефона и стремится слиться с Аято сделав его Разефоном, богоподобным существом. : В полнометражном фильме почти все эпизоды с Мисимой опущены. Она представлена лишь как воспоминание Аято о Харуке.
Сэйю: Маая Сакамото

## Манга
Манга была написана и нарисована Такэаки Момосэ, базируясь на сюжете, предоставленном Идзубути и BONES. Момосэ был одним из кандидатов на работу над дизайном персонажей для сериала, но Идзубути хотел, чтобы Акихиро Ямада создал оригинальный дизайн, и Хироки Канно проделал работу по адаптации их к анимации. С мангой Момосэ получил возможность изменить дизайн персонажей в своём собственном стиле и сделать изменения в характерах героев и истории.
Манга-адаптация «RahXephon» представляет собой ту же историю, что и аниме, но некоторые черты в них различны. В аниме-сериале, Рэйка загадочная и отстранённая фигура, когда в манге она изображается как более комическая — она является приёмной сестрой Аято и имеет существенные отличия от Рэйки в аниме. Аниме-сериал показывает Мэгуми, соревнующуюся с Харукой за расположение Аято, а в манге эта роль отдана Рэйке. Оценка временного периода также различна: в манге снаружи Токио 2033 год взамен 2027.

### Тома манги
Выпуск манги начался раньше, чем показ аниме, так что конец одного не сильно отстал от другого. Первая глава или «миссия», вышла в журнале «Monthly Sunday Gene-X» в издании за октябрь 2001 (номер вышел 19 сентября); последняя глава вышла через два месяца после показа последней серии аниме, в номере за декабрь 2002 (вышел 19 ноября).
Позже главы были выпущены в трёх танкобонах, которые были переведены и опубликованы по всему миру. Эти тома содержат следующие главы и омаке. Кроме того, каждый издатель мог добавить заметки и объявления в начале и конце тома.
Volume 1
- Заметки художника
- Mission 1: «The Birth» («Рождение»)
- Mission 2: «The Real World» («Настоящий мир»)
- Mission 3: «Ally» («Союзник»)
- Mission 4: «Awakening» («Пробуждение»)
- Mission 5: «Trust» («Вера»)
- Послесловие (от Ютаки Идзубути)
- «Making of RahXephon» юмористическое («Создание РаЗефона»)

Volume 2
- Заметки художника
- Mission 6: «Alone» («Один»)
- Mission 7: «Choice» («Выбор»)
- Mission 8: «Decision» («Решение»)
- Mission 9: «Paradise» («Рай»)
- Mission 10: «Destiny» («Судьба»)
- «Making of RahXephon» юмористическое 2 («Создание РаЗефона»)

Volume 3
- Заметки художника
- Mission 11: «Promise» («Обещание»)
- Mission 12: «Prayer» («Молитва»)
- Mission 13: «Summer Snow» («Летний снег»)
- Mission 14: «Destruction» («Разрушение»)
- Mission 15: «Holy One» («Бог»)
- Final mission: «Over the Rainbow» («По радуге»)[2]
- «Making of RahXephon» последнее юмористическое («Создание РаЗефона»)

#### Доступные издания
| Издатель                          | Язык          | Том 1              | Том 2              | Том 3              |
| --------------------------------- | ------------- | ------------------ | ------------------ | ------------------ |
| Shogakukan                        | японский      | ISBN 4-09-157131-X | ISBN 4-09-157132-8 | ISBN 4-09-157133-6 |
| VIZ Media                         | английский    | ISBN 1-59116-407-9 | ISBN 1-59116-427-3 | ISBN 1-59116-428-1 |
| Chuang Yi                         | английский    |                    |                    | ISBN 981-260-099-X |
| Madman Entertainment              | английский    |                    |                    |                    |
| Panini Comics (Planet Manga)      | итальянский   |                    |                    |                    |
| Panini Comics (Génération Comics) | французский   | ISBN 2-84538-230-8 | ISBN 2-84538-284-7 | ISBN 2-84538-322-3 |
| Panini Comics                     | немецкий      | ISBN 3-89921-557-5 | ISBN 3-89921-558-3 | ISBN 3-89921-677-6 |
| Norma Editorial                   | испанский     | ISBN 84-8431-853-2 | ISBN 84-8431-854-0 | ISBN 84-8431-855-9 |
| Haksan Publishing                 | корейский     | ISBN 89-529-7302-X | ISBN 89-529-7368-2 | ISBN 89-529-7711-4 |
| M&C Comics                        | индонезийский |                    |                    |                    |

## Аниме

### Телесериал
Ютака Идзубути успешный аниме-дизайнер, специализирующийся на дизайне костюмов, персонажей и мехов (его работы можно наблюдать в сериалах «Gundam» и «Patlabor»). Как-то его бывший коллега по студии Sunrise Минами Масахико, владелец и президент студии BONES, согласился, чтобы Идзубути срежиссировал что-нибудь. Идзубути поймал Минами на слове и так появился «РаЗефон». Идзубути обратился к классическим мехам 1970—1980-х годов. Он желал «установить новые стандарты в поле» меха-аниме и показать свой талант как создателя аниме.
Всего в аниме 27 серий. 26 — основные и одна специальная, носящая номер 9,5. В ней показаны воспоминания героев.
В поддержку музыкальной темы «РаЗефона», серии названы «movement» (самостоятельная часть музыкального произведения) и каждый DVD-диск назван «оркестровкой».

### Фильм
Томоки Кёда, режиссировавший три серии из телесериала, стал режиссёром полнометражной версии «РаЗефона», названной «Pluralitas Concentio» (множественная гармония лат.). Ютака Идзубути значится в титрах как главный режиссёр этого фильма, но он не был сильно вовлечён в его производство.
В фильме есть несколько новых сцен, в основном расположенных в начале или в конце аниме. В начале это пролог, показывающий ранее происшедшие события — некая экспозиция действия. Более значимое изменение в сюжет было добавлено перед самым концом фильма — в последние 30 минут фильма и завершалось всё эпилогом, повествующим о происшествиях, имевших место спустя несколько недель после окончания событий телесериала.
Основу фильма составляют урезанные сцены из сериала, иногда в них заменены персонажи или показана иная мотивация и диалоги. Фильм акцентирует внимание на отношениях между семьями Камино и Мисима до инцидента в Токио Юпитере, и когда сюжет повторяет события сериала, он фокусируется в основном на их отношениях. Остальные же сюжетные линии либо отодвинуты на второй план, либо полностью отсутствуют.
Один из дистрибьюторов фильма представлял его скорее как выход на бис — незапланированное выступление в конце сериала — чем замену аниме.

### OVA
Специальное Plusculus издание «RahXpehon video game» содержит бонус — OVA-серию, названную RahXephon Interlude: "Thatness and Thereness" (яп. ラーゼフォン間奏曲「彼女と彼女自身と」)/«Her and Herself». Эта серия показывает диалог Куон Кисараги с самой собой. К концу серии Куон вспоминает кое-что важное о своем прошлом и принимает решение на будущее.

## Книги

### Путеводители по миру «РаЗефона»
Издано два различных иллюстрированных путеводителя:
- RahXephon Bible: Analysis Phase (ISBN 1-4139-0026-7, ADV Films) содержит информацию из первых девятнадцати серий с аннотацией первых пятнадцати. Доступна на английском. Содержит заметки к сериям, страницы персонажей и анкеты членов съёмочной команды.
- RahXephon Complete (ISBN 4-8401-1019-0‚ Media Factory) покрывает все серии, OVA, фильм и видеоигру. В дополнение к обзору героев и серий содержит больше интервью с членами команды и два интервью с режиссёрами Ютакой Идзубути («RahXephon») и Хидеакой Анно («Neon Genesis Evangelion»). Эта книга доступна только на японском.

### Артбуки
- RahXephon Official Illustration Collection (ISBN 4-8401-0744-0) содержит иллюстрации, сделанные для журналов, DVD обложек, саундтреков и другие работы, concept art, также как некоторые рисунки сделанные, чтобы появиться в сериале сами.
- RahXephon Art Works (ISBN 4-7973-2316-7) содержит больше иллюстраций от Акихиро Ямады. В основном зарисовки персонажей, некоторые локации, интерьеры и основной concept art. Книга также содержит созданные Ямадой обложки DVD.

### Романы
Хироси Оноги, один из сценаристов сериала, создал цикл романов.
- Том 1 :
  - : ISBN 4-8401-0598-7
  - : ISBN 1-59796-000-4
- Том 2 :
  - : ISBN 4-8401-0615-0
  - : ISBN 1-59796-001-2
- Том 3 :
  - : ISBN 4-8401-0653-3
  - : ISBN 1-59796-002-0
- Том 4 :
  - : ISBN 4-8401-0687-8
  - : ISBN 1-59796-003-9
- Том 5 :
  - : ISBN 4-8401-0719-X
  - : ISBN 1-59796-004-7

### Другие книги
- Хироси Оноги : "РаЗефон - Спящее яйцо" (яп. ラーゼフォン―夢みる卵 Рāдзэфон - юмэмиру тамаго) : : ISBN 4-8401-1001-8
- Тёхэй Камбаяси :  (яп. ラーゼフォン - 時間調律師 Рāдзэфон - дзикан тёрицу си) :  : ISBN 4-19-905120-1
- Рюсукэ Хикава :  (яп. ラーゼフォン完全攻略 Рāдзэфон кандзэн коря ку) :  : ISBN 4-19-861675-2

## Игры

### RahXephon video game

Игра «РаЗефон» для PS2

Видео игра «РаЗефон»,  (яп. ラーゼフォン 蒼穹幻想曲 'Rāzefon Soukyū Gensokyoku'), была выпущена для PlayStation 2 Bandai Japan в 2003. В основном игра относится к жанру adventure с некоторыми элементами action. Игрок перемещается в 3-мерном мире, узнавая о местах и отношениях персонажей и продвигая игру к одному из 4х разных концов. Игровые персонажи озвучивались их оригинальными сэйю и были анимированы во время разговоров. Ролики в игре демонстрировали рисованную анимацию, часть которой была сделана специально для игры. В action-вставках игрок сражался с долемами с помощью РаЗефона; оружие и усовершенствования для РаЗефона могли быть открыты в ходе игры.
Специальное Plusculus издание видео игры содержит буклет и DVD с ОВА серией.

### Super Robot Wars
Герои и меха из «РаЗефона» появляются в игре «Super Robot Wars MX», также как и персонажи других меха-аниме. В игре, РаЗефон довольно мощная боевая единица, с силой Супер Робота, но более ловкий, чем Настоящий Робот; несмотря на то, что менее подавляющий, чем Zeorymer, это один из самых эффективных роботов в игре. Сюжетная линия аниме также играет свою немаловажную роль в игровом сюжете, так как кульминация сериала была также и кульминацией игры.

## Музыкальные темы
Всего было выпущено 4 альбома с саундтреком к аниме. Три из них к сериалу и один — к фильму «Pluralitas Concentio». Большинство композиций было написано и исполнено Итико Хасимото. Начальная композиция сериала и завершающая фильма были исполнены Мааей Сакамото и выпущены в виде синглов.
Кроме того в 2002 году был выпущен диск с радиопостановкой «RahXephon Sound Drama».

### Открывающие темы
- «Hemisphere» (яп. ヘミソフィア) — начальная тема в телесериале. Авторы: Юхо Ивасато и Ёко Канно. Исполняет Маая Сакамото в сериях 2-3 и 5-25. В 4 серии звучит инструментальная версия.

### Закрывающие темы
- «Fledgling Dream» (яп. 夢の卵 Yume no Tamago) — закрывающая тема телесериала «РаЗефон». Автор: Итико Хасимото. Разные версии исполнялись Итико и Маюми Хасимото для серий 1-25.
- «Tune the Rainbow» — закрывающая тема фильма «RahXephon: Pluralitas Concentio». Авторы: Юхо Ивасато и Ёко Канно. Исполняет Маая Сакамото.

## Влияния

### Культуры доколумбовой Америки
«РаЗефон» имеет много отсылок на доколумбовскую американскую культуру. 21 декабря 2012 года — конец эпохи в длинном счёте календаря майя и переход к новой. В «РаЗефоне» мулиане появились через неделю после этой даты. Также персонажи слушают песню, называемую «Судьбой Катуна»; катун — это мера измерения времени в календаре майя (приблизительно равна 20 годам). Система управления долемом включает шлем, по форме напоминающий лицо скульптур майя,; города мулиан содержат художественные работы, вдохновленные майя и другим месоамериканским искусством.
Сериал также демонстрирует долема, вырезающего формы на земле; эти формы напоминают «линии Наски» линии, созданные до-инковской культурой. В сериале встречаются ступенчатые пирамиды, выполненные и в стиле Тикаля и в других. Форма штаба ТЕРРы — конусообразная пирамида, смешанная с углом и вершиной Фудзи.